# Northern Air Cargo
Northern Air Cargo (mã IATA = NC, mã ICAO = NAC) là hãng hàng không chở hàng hóa của Hoa Kỳ, trụ sở ở Anchorage, Alaska. Hãng đảm nhận việc chở hàng hóa trong nước và tới Canada. Căn cứ chính của hãng ở Sân bay quốc tế Ted Stevens Anchorage, và 1 căn cứ khác ở Sân bay quốc tế Fairbanks..

## Lịch sử
Northern Air Cargo được Bobby Sholton và Morrie Carlson thành lập và bắt đầu hoạt động từ năm1956 và là hãng hàng không chở hàng hóa đầu tiên của tiểu bang Alaska có các tuyến đường cố định. Sau đó gia đình Sholton mua hãng này. Hãng cũng có 1 hãng phụ vận chuyển hàng hóa là NAC Link. Tháng 2/2006 công ty Saltchuk Resources ở Seattle mua cả Northern Air Cargo và NAC Link. Hãng hiện có 289 nhân viên (tháng 3/2007)..

## Các nơi đến
(Tháng 1/2005):
- Anchorage
- Aniak
- Barrow
- Bethel
- Dillingham
- Emmonak
- Fairbanks
- Iliamna
- King Salmon
- Kodiak
- Kotzebue
- McGrath
- Nome
- Noorvik
- Prudhoe Bay/Deadhorse
- Red Dog
- St. Mary's
- St Paul Island
- Unalakleet

## Đội máy bay

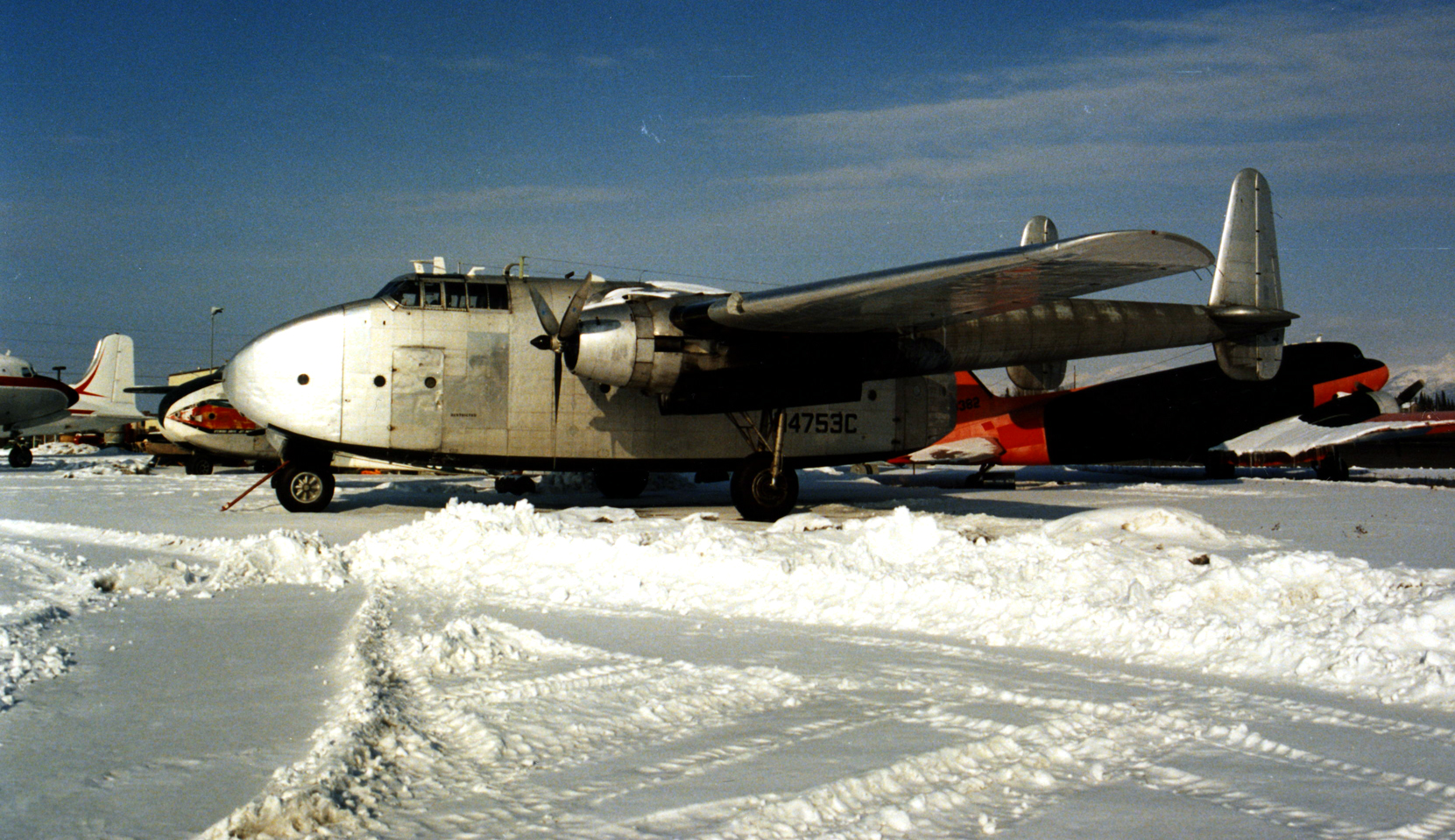
Fairchild C-82A "Packet" năm 1985

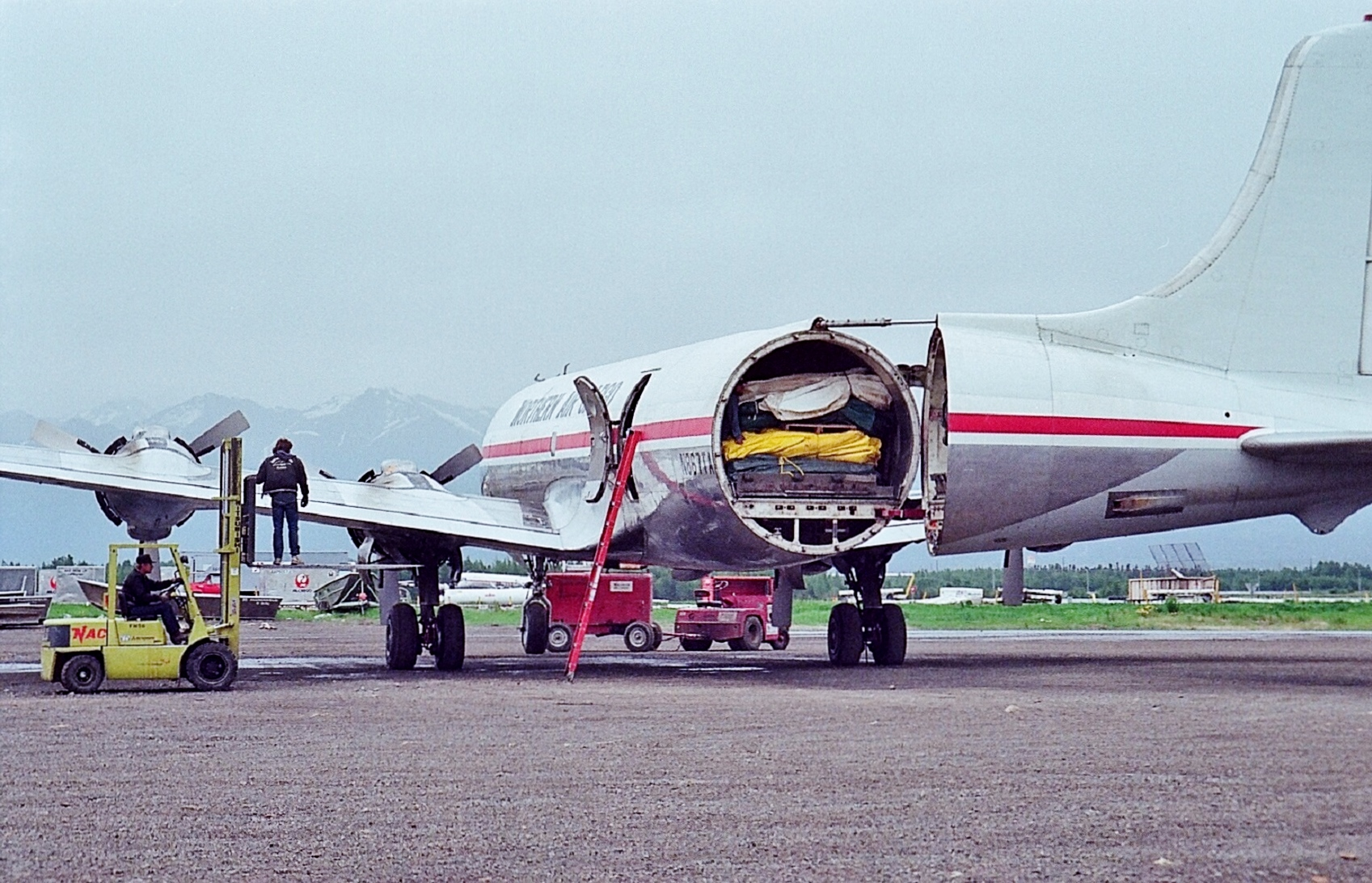
Douglas DC-6 „swing-tail" năm 1989

(Tháng 3/2007): 
- 15 Douglas DC-6
- 3 Boeing 737-200
- 1 Boeing 727-100C

## Đội máy bay ngưng hoạt động
(Tháng 8/2006):
- 1 ATR 42-300
- 3 Boeing 727-100(F)
- 2 Fairchild C-82 Packet

## Tai nạn
- Ngày 20.7.1996: một máy bay Douglas DC-6 của Northern Air Cargo (chuyến bay 33), bay tuyến đường (Emmonak-Aniak) đã bị rớt khi tìm cách đáp khẩn cấp xuống Russian Mission, do động cơ #3 bị bốc cháy. Khi sắp đáp xuống thì cánh máy bay bên phải bị gập lại, máy bay quay về bên phải, mũi chúi xuống đất. Tất cả bốn người trên máy bay đều tử nạn.